# Mont Naka (Daisetsuzan)
Le mont Naka (中岳, Naka-dake) est une montagne culminant à 2 113 m d'altitude dans le groupe volcanique Daisetsuzan des monts Ishikari en Hokkaidō au Japon, sur le bord nord-ouest de la caldeira d'Ohachidaira.